# 晋州树木园站
晉州樹木園站（：／ Jinju-sumogwon yeok */?）曾經为韩国铁路庆全线上的一座鐵路站，位于庆尚南道晋州市一班城面，已于2012年废止。

## 历史
- 2007年10月19日，落成使用[1]。
- 2012年10月23日，停止使用。

## 车站周边
- 庆尚南道树木园